# Rambo III (videogioco)
Rambo III è il titolo di vari videogiochi usciti fra il 1988 ed il 1989 e basati sul film omonimo con protagonista Sylvester Stallone. 
Le versioni per console sono state sviluppate e pubblicate dalla SEGA. La versione per MS-DOS, così come quelle per home computer (Amiga, ZX Spectrum, Atari ST, Commodore 64, Amstrad CPC), sono state sviluppate e pubblicate dalla Ocean Software. La Taito ha inoltre prodotto una versione per arcade basata sul film.

## Trama
Come nel film, la trama di questi videogiochi ruota intorno alla figura del veterano della guerra in Vietnam John Rambo, richiamato in servizio un'ultima volta per salvare il suo ex comandante, il colonnello Samuel Trautman, che è stato rapito durante una missione in Afghanistan.

## Modalità di gioco
Il gameplay di Rambo III differisce dalla piattaforma sulla quale il gioco gira.

### Sega Master System
Rambo III per Sega Master System è uno sparatutto su rotaia sullo stile di Operation Wolf. È supportato dalla periferica Light Phaser. Ciò che rende questa versione unica è anche il fatto che, a differenza del porting per NES (e Sega Master System, ironicamente) del titolo Taito, finché il giocatore ha munizioni nel gioco, il grilletto può essere tenuto premuto per fornire un tiro completamente automatico. Quando le munizioni finiscono, però, il giocatore dovrà premere il grilletto ogni volta che spara.

### Sega Mega Drive
Rambo III per Sega Mega Drive segue Rambo in sei missioni, ciascuna con obiettivi diversi. Oltre a trovare l'uscita del livello, in alcune missioni, i prigionieri devono essere liberati o le scorte di munizioni nemiche devono essere distrutte. Rambo è controllato da una prospettiva dall'alto e ha diverse armi a sua disposizione. Oltre a una mitragliatrice che non esaurisce mai le munizioni, può usare un coltello per uccisioni a distanza ravvicinata, far esplodere bombe a tempo e usare il suo famoso arco lungo con frecce esplosive. Le munizioni per l'arco e le bombe sono limitate e possono essere raccolte dai nemici morti. Rambo stesso, d'altra parte, è vulnerabile e può essere ucciso dopo un colpo.
Dopo alcune delle missioni, la prospettiva passa a una vista dietro Rambo e hanno luogo ulteriori combattimenti con i boss. I carri armati o gli elicotteri sovietici devono essere distrutti usando la balestra. Mentre mira con l'arco, Rambo non può muoversi, ma altrimenti può nascondersi dietro rocce o altri ostacoli dal fuoco nemico. Ciò ricorda l'omonimo videogioco arcade della Taito, in cui il giocatore sparava contro lo schermo contro elicotteri e carri armati, ma invece di un singolo segmento dopo ogni livello, l'intero gioco si svolge in questa prospettiva.

### Vari home computer
Tali versioni di Rambo III avevano tre missioni e si differenziavano notevolmente dalla quelle per console in termini di giocabilità, grafica e musica.
La prima aveva una visuale dall'alto, usando aree a schermo singolo, e si giocava in modo simile ai giochi originali di Metal Gear, dove catturare la vista di una guardia o far scattare un laser a infrarossi avrebbe fatto scattare un allarme, dove i soldati si sarebbero precipitati sparando. Vari oggetti e armi, tra cui un rilevatore di mine, un tubo luminoso, frecce esplosive e una mitragliatrice sono nascosti in tutto il complesso della base, che ha sia guardie che trappole mortali come mine terrestri e porte elettrificate. L'obiettivo è salvare il colonnello Trautman e fuggire dalla roccaforte.
La seconda ha la stessa visuale, ma qui i soldati sono in allerta perpetua, quindi questa fase è più orientata all'azione. L'obiettivo è piazzare otto bombe in aree designate in una grande area di stoccaggio veicoli (con molti carri armati parcheggiati, trasporti, veicoli fuoristrada e alcuni elicotteri), e poi scappare sull'elicottero per lasciare l'area.
La terza missione è in prima persona e il giocatore è in un carro armato che si sta muovendo automaticamente verso il confine con l'Afghanistan. Soldati e carri armati sono la minaccia principale, ma c'è anche un elicottero sovietico, che funge da boss del livello (e in effetti, del gioco). Il giocatore può e deve intercettare missili, granate e proiettili sparandogli, per ridurre al minimo i danni.

### Arcade
Rambo III in questa versione per arcade è uno sparatutto su rotaia in terza persona pseudo-3D, simile a G.I. Joe della Konami. Qui i giocatori possono giocare sia come Rambo che come il colonnello Samuel Trautman, ciascuno munito di mitragliatrice e di frecce esplosive. L'obiettivo è semplicemente arrivare alla fine del livello sparando a tutto quello che si muove tra soldati nemici, elicotteri e carri armati. Entrambi i personaggi dispongono di una barra della salute, esaurita la quale la partita termina.